# Alain Meunier (cyclisme)
Pour le violoncelliste français, voir Alain Meunier. Pour les articles homonymes, voir Meunier.
Alain Meunier, né le 11 septembre 1952 à Vierzon et mort le 13 juillet 1980 à Tours, est un coureur cycliste français.

## Biographie
Alors licencié à l'ACBB, Alain Meunier se distingue dans les années 1970 en remportant plusieurs compétition parisiennes. Il évolue ensuite au niveau professionnel dans l'équipe Peugeot, avant de redescendre chez les amateurs.
Il meurt à 27 ans au CHRU de Tours, après une chute dans une course à Salbris. Son père Georges, son frère Jean-Claude et son fils Nicolas ont également été cyclistes professionnels,.

## Palmarès
- 1971
  - 2e du Circuit de la vallée de la Creuse
- 1972
  - Circuit boussaquin
- 1973
  -  Champion de France des sociétés[n 1]
- 1974
  - Paris-Ézy
  - Paris-Égreville[4]
  - Paris-Vierzon :
    - Classement général
    - 2e étape (contre-la-montre)

  - 2e du Circuit de la Sarthe